# Emerillon
Emerillon (també Emerilon, Emerion, Mereo, Melejo, Mereyo, Teco) és una llengua ameríndia del grup de les llengües tupí-guaraní parlada pels teko a l'oest de la Guaiana Francesa, a l'alt riu Maroni i al Tampok i a l'Est del departament al curs mitjà de l'Oyapock.
La primera evidència de contacte amb els europeus daten del segle xviii, quan el seu nombre era comparable a l'actual. Durant el segle xix van mantenir nombroses guerres amb els kali'na, que atacaven les aldees amb l'objectiu de capturar dones i nens com esclaus per vendre'ls a Surinam. Les lluites internes i escaramusses van portar-los a ser subjugats pels wayãmpis, mentre que al mateix temps la febre de l'or i el contacte amb els colons europeus van introduir epidèmies, alcohol i nous conflictes, el que va causar una disminució dràstica en el nombre de membres d'aquest grup ètnic.
Actualment, els líders teko han aconseguit la incorporació de les seves aldees al Coeur de parc del Parc Amazònic de la Guaiana francesa, per tal d'obtenir majors garanties per als seus drets i per la supervivència del seu entorn vital.

## Fonologia

### Vocals
|         | Anterior | Central | Posterior |
| ------- | -------- | ------- | --------- |
| Tancada | i i      | ɨ ɨ     | u u       |
| Mitjana | e e      | ə ə     | o o       |
| Oberta  |          | a a     |           |

### Consonants
|           |           | Bilabial | Alveolar | Palatal | Velar | Labiovelar | Glotal |
| --------- | --------- | -------- | -------- | ------- | ----- | ---------- | ------ |
| Oclusives | Sordes    | p p      | t t      |         | k k   | kw kʷ      | ʔ ʔ    |
| Oclusives | Sonores   | b b      | d d      |         | g g   |            |        |
| Fricativa | Sorda     |          | s s      |         |       |            | h h    |
| Fricativa | Sonora    |          | z z      |         |       |            |        |
| Africada  | Sorda     |          |          | tʃ tʃ   |       |            |        |
| Africada  | Sonora    |          |          | dʒ ʤ    |       |            |        |
| Líquida   | Líquida   |          | l l      |         |       |            |        |
| Semivocal | Semivocal | w w      |          | y j     |       |            |        |